# Misjologia
Misjologia (łac. missio – posłanie; gr. lógos – słowo, nauka) – nauka teologiczna, której przedmiotem jest systematyczne ujęcie wiedzy o rozkrzewianiu wiary: przepowiadaniu Ewangelii i zakładaniu Kościoła wśród ludów nieznających Chrystusa.
Działalność taka uzasadniana jest teologicznie i pełni funkcję krytycznej oceny realizacji dzieła misyjnego w świecie (również w ujęciu historycznym).
Aspekty krytycznej oceny:
- ogólny – teologia misji,
- aktualny – misjografia,
- historyczny – historia misji,
- normatywno-prawny – prawo misyjne, liturgika misyjna, katechetyka misyjna, metodyka misyjna,
- praktyczny – kontekst misyjny.

## Nauki pomocnicze misjologii
- etnologia,
- religioznawstwo,
- etnografia,
- lingwistyka,
- higiena tropikalna.

## Przedmiot misjologii
Przedmiot misjologii jest tożsamy z przedmiotem teologii: jest to Objawienie Boże. Misjologia jednak jako dyscyplina zajmuje się głównie ludem "jeszcze" nie wierzącym w Chrystusa.

## Źródła misjologii
- Pismo Święte,
- Magisterium Kościoła,
- Tradycja,
- Dokumenty Kościoła, m.in. Soboru Watykańskiego II:
  - Dekret o działalności misyjnej Kościoła Ad gentes,
  - Adhortacja apostolska Pawła VI Evangelii nuntiandi,
  - Encykliki Jana Pawła II Redemptoris missio, Tertio millenio adveniente.